# Rezerwat przyrody Kawęczyn
Rezerwat przyrody Kawęczyn – leśny rezerwat przyrody znajdujący się w dzielnicy Rembertów w Warszawie.

## Opis
Został powołany rozporządzeniem Ministra Ochrony Środowiska, Zasobów Naturalnych i Leśnictwa z dnia 21 grudnia 1998 r. na terenie obszaru leśnego o powierzchni 69,54 ha (obecnie podawana wielkość to 69,71 ha), ograniczonego ulicami Marsa, Żołnierską i torami kolejowymi linii Warszawa Zachodnia–Terespol.
Celem ochrony jest zachowanie ze względów naukowych i dydaktycznych ciepłolubnych gatunków roślin naczyniowych i ich stanowisk.